# Bhumika Chawla
Bhumika Chawla (Rachna Chawla, 21 de agosto de 1978) es una actriz y modelo india. Hizo su debut cinematográfico en la película telugu Yuvakudu (2000) y desde entonces ha trabajado en varias industrias cinematográficas indias y ha aparecido en más de treinta películas en telugu, tamil, hindi, malabar, canarés y punjabi. Sus actuaciones notables incluyen producciones como Kushi, Okkadu, Tere Naam, Missamma, Gandhi, My Father, Buddy y Anasuya.

## Carrera
Chawla comenzó su carrera cinematográfica en la industria cinematográfica en idioma telugu, protagonizando el largometraje Yuvakudu (2000) junto al actor Sumanth. Su segunda producción, Kushi (2001), en la que actuó junto a Pawan Kalyan fue un éxito de taquilla. Por su actuación en la cinta ganó el premio Filmfare a Mejor Actriz en idioma telugu, tras lo cual actuó en varias películas en telugu, incluyendo a Okkadu (2003) junto a Mahesh Babu y Simhadri (2003) junto a N. T. Rama Rao Jr., películas que se convirtieron en dos de las más exitosas en taquilla ese año. Mientras tanto, hizo su debut en la industria del cine tamil, protagonizando la película Badri (2001) junto al actor Vijay, que fue seguida por su segunda película tamil, Roja Kootam (2002). Su actuación en Missamma (2003), como una mujer de negocios que sufre de cáncer, fue alabada por la crítica especializada.
Después de varias películas de éxito comercial y crítico en el sur, Chawla protagonizó su primera película de Bollywood, Tere Naam (2003), junto a Salman Khan. La película fue uno de los mayores éxitos en taquilla de ese año. La película fue aclamada por la crítica y su actuación en la mismo le valió a la actriz muchas reseñas positivas, así como varias nominaciones en diferentes ceremonias de premiación. Fue nominada para su primer premio Filmfare a la mejor actriz y ganó el trofeo al mejor debut en la ceremonia de los premios Zee Cine.
Posteriormente protagonizó una serie de películas en hindi como Run (2004), una nueva versión de la película tamil del mismo nombre, Dil Ne Jise Apna Kahaa (2004), otra vez junto a Salman Khan, Silsilay (2005) y Dil Jo Bhi Kahey (2005) junto a Amitabh Bachchan. Regresó al cine telugu actuando en las películas Naa Autograph (2004) (una nueva versión de la película tamil Autograph) y Jai Chiranjeeva, al lado de Chiranjeevi y Sameera Reddy. La actuación de Chawla en la primera cinta cosechó elogios y le valió el premio CineMAA a la mejor actriz. Jai Chiranjeeva se convirtió en un éxito en el país y logró una buena recaudación.
En 2006, Chawla apareció en la película tamil Sillunu Oru Kaadhal junto a la pareja real Surya y Jyothika, que se convirtió en un gran éxito en todo el mundo, mientras desempeñaba un papel protagónico en la película hindi Family - Ties of Blood, en la que compartió escenas con Amitabh Bachchan y Akshay Kumar, y protagonizó la película de fantasía telugu Mayabazar. A continuación actuó en la película en hindi Gandhi, mi padre encarnando a Gulab Gandhi y representó los papeles principales en las películas telugu Sathyabhama, en la que interpretó a una mujer que sufre de pérdida de memoria a corto plazo, Anasuya, un thriller de crímenes, y en la cinta bhojpuri Gangotri, una secuela de la exitosa película de 2006 Ganga, actuando de nuevo junto a Amitabh Bachchan. Su actuación en Anasuya (2007), como periodista de investigación que cubre el caso de un asesino en serie, recibió la aclamación de la crítica especializada. Fue nominada para el premio Filmfare a mejor actriz y ganó el premio Santosham en la misma categoría.
En 2008 hizo su debut en la industria cinematográfica de Punjab, protagonizando la película Yaariyan junto a Gurdas Maan, tras lo cual debutó en el cine en idioma malayo protagonizando el filme Bhramaram junto al actor Mohanlal. Actualmente está trabajando en media docena de películas en tamil, telugu e hindi, que incluyen Kalavadiya Pozhudugal de Thangar Bachan junto a Navoup y Sathyaraj y Classmates, una nueva versión de la película en malayo de 2006.

## Vida personal
Bhumika Chawla se casó con su antiguo novio y profesor de yoga Bharat Thakur el 21 de octubre de 2007 en Devlali, Nashik. La pareja tiene un hijo nacido en febrero de 2014.